# دارکوب‌های آمریکایی
دارکوب‌های آمریکایی (و فلیکرها) (نام علمی: Colaptes) یک سرده از پرندگان خانواده دارکوبان است و ۱۴ گونه در سراسر قاره آمریکا یافت می‌شود.
دارکوب‌های آمریکایی معمولاً دارای پشت قهوه‌ای یا سبز و بال‌هایی با نوارهای سیاه، و زیرتنه بژ تا زرد، با خال‌های سیاه و سفید هستند. معمولاً روی سر نشانه‌های رنگارنگی وجود دارد. بسیاری از این پرندگان، به ویژه گونه‌های شمالی، بیشتر از حد معمول دارکوب‌ها زمینی هستند.
سردهٔ Colaptes دارای ۱۴ گونه است که نیمی از آن‌ها با نام فلیکر هستند. از این میان، یک گونه، فلیکر برمودا، اکنون منقرض شده‌است.